# Youssouf Hiss Bachir
Youssouf Hiss Bachir (* 1. Januar 1987) ist ein dschibutischer Leichtathlet, der hauptsächlich in den Mittelstreckenläufen an den Start geht.

## Sportliche Laufbahn
Youssouf Hiss Bachir tritt seit 2010 in Wettkämpfen in der Leichtathletik an. Im Sommer nahm er an den Afrikameisterschaften in Nairobi im 1500- und im 5000-Meter-Lauf teil. Während er über 1500 Meter nach dem Vorlauf ausschied, zog er über 5000 Meter in das Finale ein, in dem er den 19. Platz belegte. Im Oktober nahm er in Nanning an den Halbmarathon-Weltmeisterschaften teil, bei denen er den 41. Platz belegte. Es blieb sein einziger Wettkampf von internationaler Größe über die Halbmarathondistanz. 2011 belegte er im Finale des 5000-Meter-Laufes bei den Afrikaspielen in Maputo mit einer Zeit von 13:45,61 min den achten Platz. 2013 belegte er mit Bestzeit von 3:42,62 min den sechsten Platz im Finale der 1500 Meter bei den Arabischen Meisterschaften in Doha. 2014 trat er im Frühjahr in Sopot bei den Hallenweltmeisterschaften über 3000 Meter an, bei denen er als Neunter seines Vorlaufs den Einzug in das Finale verpasste. Anfang August 2015 steigerte er seine Bestzeit im 1500-Meter-Lauf auf 3:36,96 min. Ende des Monats trat er über diese Distanz bei den Weltmeisterschaften in Peking an, ohne jedoch über den Vorlauf hinauszukommen. Einen Monat später belegte er den fünften Platz im Finale bei den Afrikaspielen in Brazzaville.
Im Februar stellte Bachir in Stockholm in 7:43,44 min eine neue Hallenbestleistung im 3000-Meter-Lauf auf. Im nächsten Monat trat er in dieser Disziplin bei den Hallenweltmeisterschaften in Portland an. Dabei zog er in das Finale ein, in dem er den zehnten Platz belegte. 2018 wurde er bei den nächsten Hallenweltmeisterschaften in Birmingham nach dem Vorlauf im 3000-Meter-Lauf disqualifiziert. Im Juli lief er in London persönliche Bestzeit von 3:35,74 min über 1500 Meter. 2019 zog er bei seiner dritten Teilnahme bei Afrikaspielen zum dritten Mal in ein Finale ein, diesmal über 1500 Meter. Das Rennen konnte er anschließend allerdings nicht beenden. Anfang Oktober zog er bei den Weltmeisterschaften in Doha erstmals in ein WM-Finale ein, allerdings belegte er mit 3:37,96 min als Zwölfter darin den letzten Platz.

## Wichtige Wettbewerbe
| Jahr                  | Veranstaltung                    | Ort                   | Platz                 | Disziplin             | Zeit                  |
| Startet für Dschibuti | Startet für Dschibuti            | Startet für Dschibuti | Startet für Dschibuti | Startet für Dschibuti | Startet für Dschibuti |
| --------------------- | -------------------------------- | --------------------- | --------------------- | --------------------- | --------------------- |
| 2010                  | Afrikameisterschaften            | Nairobi               | 11. (Vorlauf)         | 1500 m                | 3:55,71 min           |
| 2010                  | Afrikameisterschaften            | Nairobi               | 19.                   | 5000 m                | 14:58,10 min          |
| 2010                  | Halbmarathon-Weltmeisterschaften | Nanning               | 41.                   | Halbmarathon          | 1:05:45 h             |
| 2011                  | Afrikaspiele                     | Maputo                | 8.                    | 5000 m                | 13:45,61 min          |
| 2014                  | Hallenweltmeisterschaften        | Sopot                 | 17.                   | 3000 m                | 7:53,96 min           |
| 2015                  | Weltmeisterschaften              | Peking                | 32                    | 1500 m                | 3:44,48 min           |
| 2015                  | Afrikaspiele                     | Brazzaville           | 5.                    | 1500 m                | 3:47,23 min           |
| 2016                  | Hallenweltmeisterschaften        | Portland              | 10.                   | 3000 m                | 8:08,87 min           |
| 2018                  | Hallenweltmeisterschaften        | Birmingham            |                       | 3000 m                | DQ (Vorlauf)          |
| 2019                  | Afrikaspiele                     | Rabat                 |                       | 1500 m                | DNF (Finale)          |
| 2019                  | Weltmeisterschaften              | Doha                  | 12.                   | 1500 m                | 3:37,96 min           |

## Persönliche Bestleistungen
Freiluft
- 1500 m: 3:35,74 min, 22. Juli 2018, London
- 3000 m: 7:50,96 min, 23. Juli 2013, Karlstad
- 5000 m: 13:28,20 min, 27. Juli 2013, Ninove

Halle
- 1500 m: 3:40,61 min, 19. Februar 2016, Sabadell
- 3000 m: 7:43,44 min, 17. Februar 2016, Stockholm